# 臼井村
臼井村（うすいむら）は新潟県中蒲原郡に属していた村。1955年3月31日の新設合併によって消滅し、現在は新潟市南区の一部となっている。
以下の記述は合併直前当時の旧臼井村に関しての記述であり、現在では名称等が異なる場合がある。なお、ここに記述されていない内容に関しては新潟市などの記事を参照。
臼井村は、現在の新潟市南区の東部に位置していた。

## 地理
- 河川 - 信濃川

## 歴史
- 1889年（明治22年）4月1日 - 町村制の施行により、臼井村、小蔵子村、中山村、戸石新田、下八枚村、古川村、小平次新田、小見新田、田尾が合併して発足。
- 1955年（昭和30年）3月31日 - 白根町・新飯田村・庄瀬村・大郷村・鷲巻村・根岸村・小林村・茨曽根村と合併し、改めて白根町が発足。
- 1959年（昭和34年）6月1日 - 白根町が市制施行して白根市となる。
- 2005年（平成17年）3月21日 - 白根市が新潟市に編入。
- 2007年（平成19年）4月1日 - 新潟市が政令指定都市に移行し、旧村域は南区となる。

## 地域
臼井村は、合併した村名を継承する以下の大字で構成される。
臼井（うすい）
1889年（明治22年）まであった臼井村の区域。現在の新潟市南区臼井。
小蔵子（こぞうす）

1889年（明治22年）まであった小蔵子村の区域。現在の新潟市南区小蔵子。
中山（なかやま）

1889年（明治22年）まであった中山村の区域。現在の新潟市南区中山。
戸石新田（といししんでん）

1889年（明治22年）まであった戸石新田の区域。現在の新潟市南区戸石新田。
下八枚（しもはちまい）

1889年（明治22年）まであった下八枚村の区域。現在の新潟市南区下八枚。
古川（ふるかわ）

1889年（明治22年）まであった古川村の区域。現在の新潟市南区古川。
小平次新田（こへいじしんでん）

1889年（明治22年）まであった小平次新田の区域。現在の新潟市南区小平次新田。
中小見（なかおみ）

1889年（明治22年）まであった小見新田の区域。現在の新潟市南区中小見。
田尾（だお）

1889年（明治22年）まであった田尾の区域。現在の新潟市南区田尾。

## 学校

### 小学校
- 臼井村立臼井小学校
- 臼井村立戸石小学校

### 中学校
- 臼井村立臼井中学校